# 蔡炳臣
蔡炳臣（1915年—1978年），中国人民解放军将领、中国人民解放军开国少将。
曾任广东公安总队政委。1955年，授予中国人民解放军少将。